# Alpina Roadster V8 Limited Edition

## История

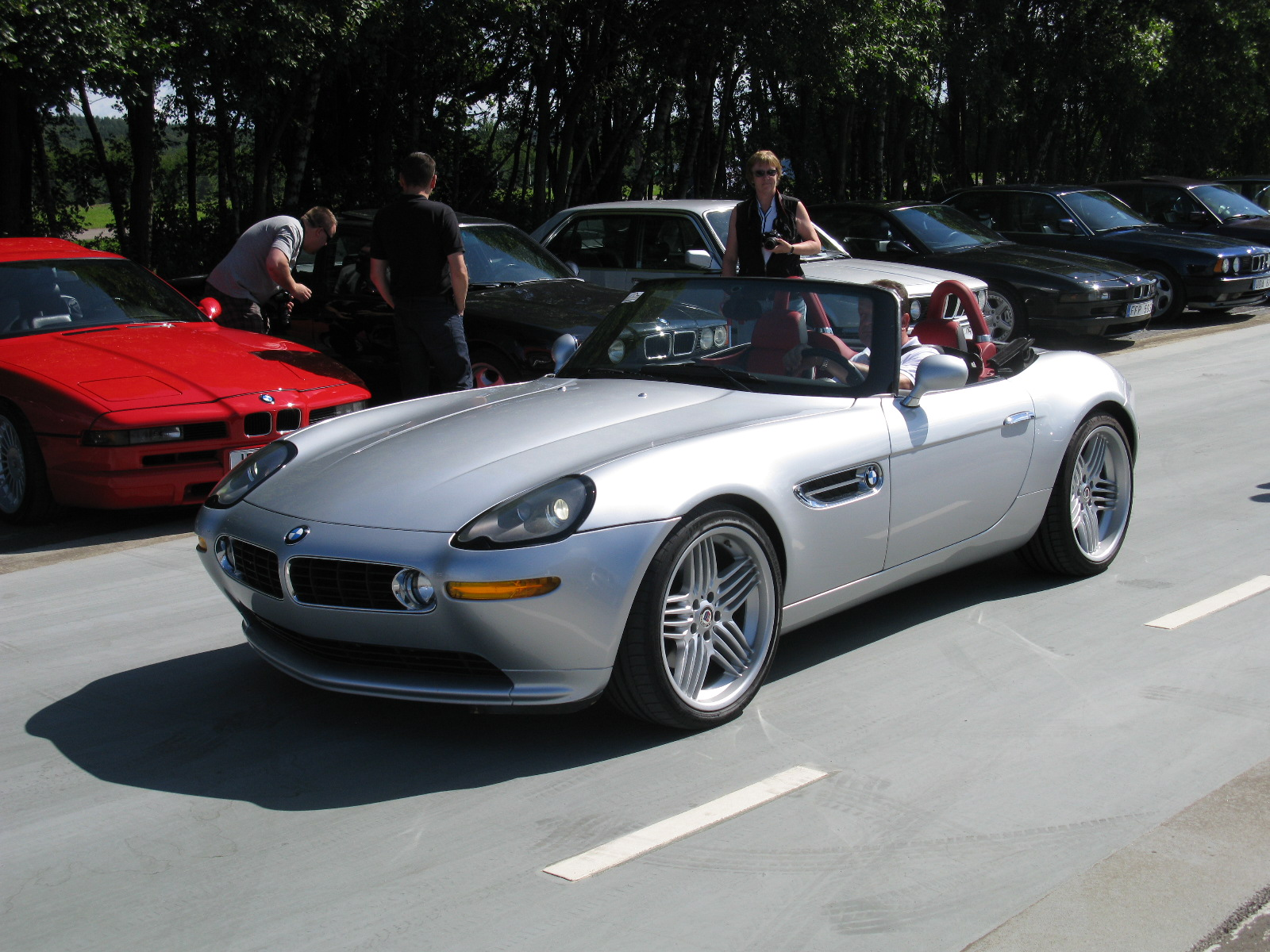
Alpina Roadster V8 с опущенной крышей

После завершения производства модели Z8 в ноябре 2002 года компанией BMW, её с доработками начала выпускать Alpina под новым названием Alpina Roadster V8 в 2003 году. Alpina отказалась от жесткой спортивной настройки оригинального автомобиля и адаптировала модель под класс GT, сделав её более комфортной. 
Вместо оригинальной 6-ступенчатой механической коробки передач и стандартного 4,9-литрового двигателя (S62), установленного в Z8, Alpina оснащала Roadster V8 5-ступенчатой автоматической коробкой передач BMW Steptronic и 4,8-литровым двигателем BMW M62 V8, аналогичным двигателю, использованному в Alpina E39 B10 V8 S. Для полной трансформации из спортивного автомобиля в усовершенствованный GT была использована более мягкая настройка подвески. Также вместо стандартных 18-дюймовых шин с мягкими боковинами были установлены 20-дюймовые шины с колесными дисками Alpina. 
Для внутренней отделки использовался более мягкий сорт кожи Nappa, заменивший стандартную обивку от Z8. На приборной панели были добавлены специальные датчики Alpina, а оригинальное рулевое колесо было заменено на трехспицевое рулевое колесо Alpina. Оно включало возможность управления автоматической коробкой передач, а информация о выборе передачи отображалась на специальном дисплее Alpina, установленном перед рулевым колесом. 
Производительность и мощность Roadster V8 Alpina отличались от стандартной модели. Пиковая мощность была снижена до 280 кВт (381 л.с.), а максимальный крутящий момент увеличен до 519 Нм (383 фунт-футов), доступных на более низких оборотах. Это обеспечивало более плавный ход. Максимальная скорость, ограниченная электроникой, была увеличена до 259 км/ч (161 миль/ч). 
Всего было произведено 555 экземпляров Roadster V8, из которых 450 были экспортированы в США, а всего восемь — в Великобританию. В США этот специальный выпуск Z8 продавался через дилерские центры BMW, что стало первым случаем прямых продаж автомобилей Alpina через официальных дилеров в этой стране.